# ستيفن ألميدا
ستيفن ألميدا (بالإسبانية: Steven Almeida)‏ (26 يناير 1995 في المكسيك - ) هو لاعب كرة قدم مكسيكي في مركز الوسط. لعب مع كلوب ليون ونادي باتشوكا.

## وصلات خارجية
- ستيفن ألميدا على موقع قاعدة بيانات كرة القدم.إي يو (الإنجليزية)
- ستيفن ألميدا على موقع Soccerway.com (الإنجليزية)
- ستيفن ألميدا على موقع AS.com (الإسبانية)